# Umberto Pelizzari
 (janvier 2019).
Si vous disposez d'ouvrages ou d'articles de référence ou si vous connaissez des sites web de qualité traitant du thème abordé ici, merci de compléter l'article en donnant les références utiles à sa vérifiabilité et en les liant à la section « Notes et références ».
Umberto Pelizzari, né le 28 août 1965 à Busto Arsizio, dans la province de Varèse, est un apnéiste italien.

## Biographie
Champion d’apnée par excellence des années 1990, Umberto Pelizzari a pulvérisé de très nombreux records mondiaux. Ce plurirecordman mondial a notamment popularisé la pratique du yoga comme technique de préparation et de concentration en apnée.
Grâce à une capacité pulmonaire de 7,9 litres, le plongeur italien peut rester en apnée pendant plus de 7 minutes. Adepte de la sophrologie et du yoga, que lui a enseigné Jacques Mayol, Umberto Pelizzari a surtout démocratisé ce sport, notamment en parcourant les plateaux de télévision.
Des records qui s’enchaînent, une concurrence constante avec Pipin :
Il commence à se consacrer à l’apnée en 1984, et, dès 1988, bat son premier record du monde en apnée statique avec 5 min 33 s.
- Le 12 juillet 1990, fraichement diplômé en Science de l'information à l'université de Milan, il commence à s’entrainer, avec le but de battre le record du monde sur l'île d'Elbe.
- Le 10 novembre, la même année, à Porto Azzurro, Umberto stupéfie tout le monde en atteignant un nouveau record du monde en poids constant, atteignant une profondeur de 65 mètres, bien qu'il commence à peine à participer à cette discipline difficile. Il bat alors de 3 mètres le record établi par Pipin Ferreras seulement deux mois auparavant.
- A Hawaï, le 9 juillet 1991, il reprend le record du monde en apnée statique avec 7 min 02 s 88, pulvérisant l’ancien record de 6 min 40 s tenus par le français Michael Bader.
- Le 3 octobre, en poids constant, il atteint une profondeur de 67 mètres améliorant de 2 mètres son record précédent.
- Le 22 octobre Umberto atteint un record du monde en poids variable atteignant -95 mètres, battant de 3 m. le record établi par Pipin en septembre 1990 à Milazzo.
- Le 26 octobre, il triomphe en descendant à -118 mètres (mais en 1992 ce record est battu par son rival cubain avec -120 mètres).
- Le 11 octobre 1993, sur l'ile de Montecristo, il établit un nouveau record en no limit poids variable descendant à une profondeur de 123 mètres. Umberto tient ce record seulement jusqu'au mois suivant, puisque Pipin l’améliore avec -125 mètres.
- Le 24 juillet 1994, à Dorgali, en Sardaigne, Umberto atteint son nouveau record du monde en poids variable descendant à une profondeur de 101 mètres.
- En juillet 1995, à Villasimius en Sardaigne, il bat deux nouveaux records du monde : -72 mètres en poids constant (le 16 juillet) et -105 mètres en poids variable.
- En 1996, encore à Villasimius, il atteint une fois de plus un double record du monde : le 9 septembre en poids variable avec -110 mètres et le 16 du même mois, avec -131 mètres, il emporte le record de Pipin en no limit.
- Le 13 septembre 1997, il conquiert encore le record du monde en poids constant avec une profondeur de 75 mètres, battant le cubain Alessandro Ravelo (-73 mètres). Le 20 septembre contre le même concurrent cubain, Umberto gagne le record en poids variable à 115 mètres.

En 1999, Umberto Pelizzari détient tous les records mondiaux en plongée libre.
- Le 18 octobre 1999, cap de Portofino, Umberto établit un nouveau record du monde dans la discipline du poids constant, avec un piqué de 80 mètres. Ce record dépasse par 4 mètres le record du cubain Alejandro Ravelo en août 1998 en Sicile.

Après avoir raccroché le no limit pendant trois ans en 1996, à la suite de son record à -131 mètres, il est de nouveau l'Homme le plus profond avec -150 mètres (24 octobre 1999). (record battu par Pipin avec -162 m depuis).
- Le 24 octobre 1999, avec l'appui technique de Nave Anteo, Umberto entre définitivement dans l'histoire, avec une plongée dont la profondeur était considérée impossible pour l'homme : Il descend à 150 mètres.

- En 2000 Umberto Pelizzari s’est impliqué dans la réalisation du film OceanMen, qui reprend l'histoire de deux grands apnéistes : Umberto et Pipin.

- En octobre 2001 l'équipe nationale italienne comportant Umberto Pelizzari, Davide Carrera et Gaspare Battaglia a gagné la médaille d'or au championnat du monde de plongée libre par équipe.

2001 est une année magique pour Umberto : le 3 novembre dans les eaux de Capri, il a établi un nouveau record du monde en poids variable. L'athlète a plongé à 131 mètres et est remonté en 2 min 44 s, battant le record de Genoni de 5 mètres.
Il s’agit bien d’un exploit, considérant qu'en 1996 Pelizzari est remonté de 131 mètres avec un parachute pendant le record du monde en no limit.
Umberto a consacré ce record à tous ceux qui l’ont soutenu ces 11 dernières années et c’est dans la gloire qu'il se retire des concours officiels.
Désormais, Umberto s’est reconverti dans le journalisme et defend la cause environnementale. Il a également créé une école de plongée libre, Apnéa Académy.
Il réalise son premier record du monde lors de son service militaire chez les pompiers sous-marins. Après des études de sciences de l'information à Milan, il s'attaque à tous les records et chaque année repousse un peu plus les profondeurs. Après une saison sans record, il est de retour avec -150 m en no limits. Umberto Pelizzari restera le champion charismatique qui aura ouvert la voie à la democratisation de l'apnée. Umberto Pelizzari était le seul apnéiste à avoir eu les trois records (en no limit (-150m), en poids constant (-80m) et en poids variable (-131m)), jusqu'à ce qu'Herbert Nitsch détienne simultanément les records de ces trois disciplines en 2010.